# Església de Sant Pere de les Cosinas
L'església de Sant Pere de les Cosinas (occità: Sant Pèire de las Cosinas; francès: Saint-Pierre-des-Cuisines) és un antic temple catòlic situat al carrer de la Bola de Tolosa de Llenguadoc. Està catalogada com a monument històric des de 1977 i es troba sota la responsabilitat del Museu de Sant Ramon de Tolosa. Actualment, acull un auditori de 400 places per al conservatori regional de Tolosa.

## Història
Com la basílica de Sant Serni, l'església es va construir al segle V sobre una necròpolis gal·loromana del segle IV. Al segle x, el comte Guillem IV va permetre que els benedictins de l'abadia de Moissac en prenguessin possessió.

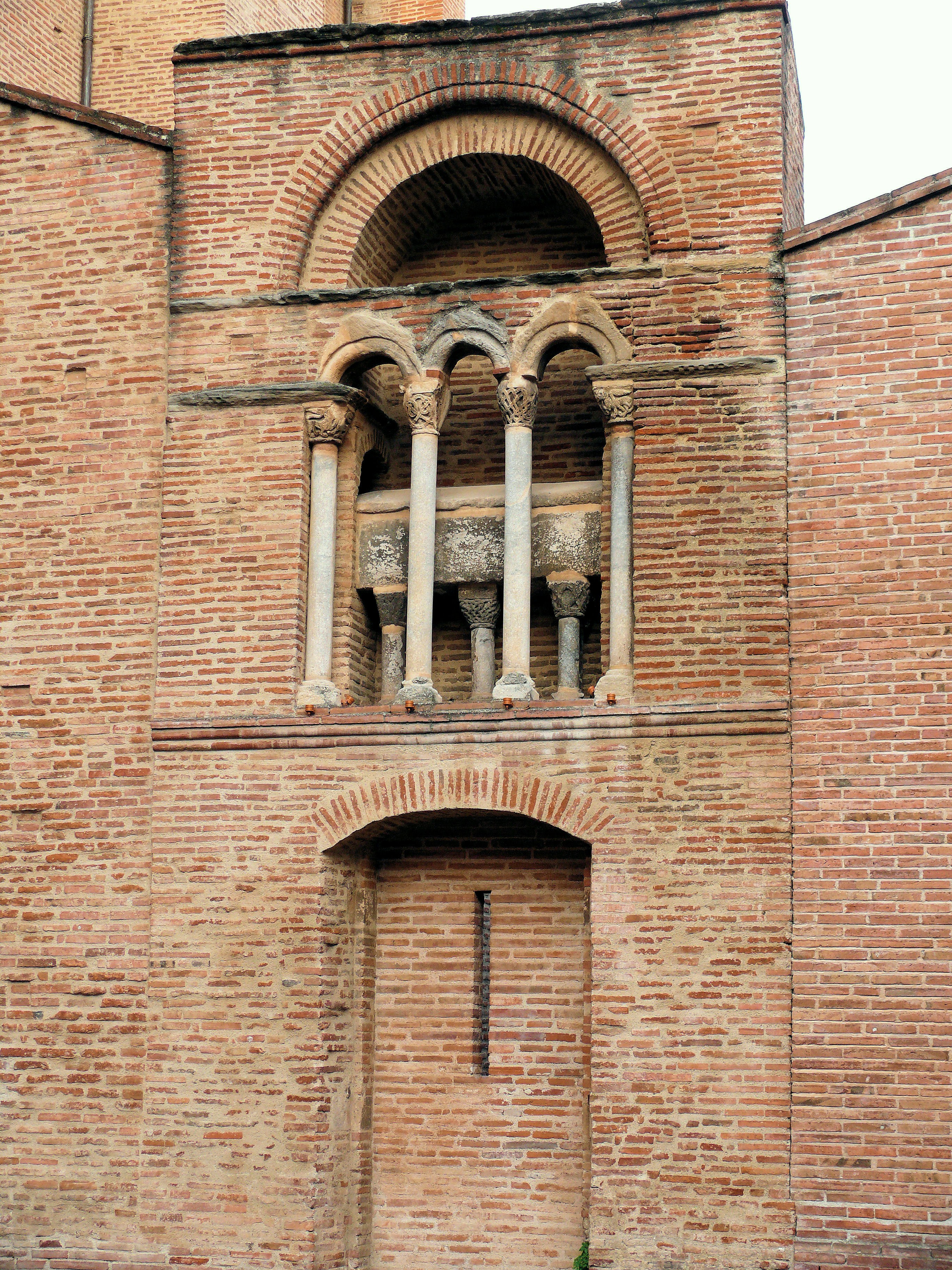
Panteó exterior.

En aquell moment Sant Pere de les Cosinas era només d'un priorat del qual l'abat de Moissac, Bernai de Montaigut, en va fer un col·legi que es confiarà cinc segles més tard als monjos cartoixans de Tolosa. Mentrestant, l'església s'ha adornat amb una nova nau i un nou cor.
El nom de Sant Pere de les Cosinas prové del mot Coquinis, que designava a petits artesans. La història diu que els pescadors de la comarca van honorar Sant Pere dedicant-li un priorat. El nom d'aquests coquinis d'època gal·loromana va ser, doncs, atribuït per Guilhem IV a l'edifici quan el va confiar a l'Abadia de Moissac.

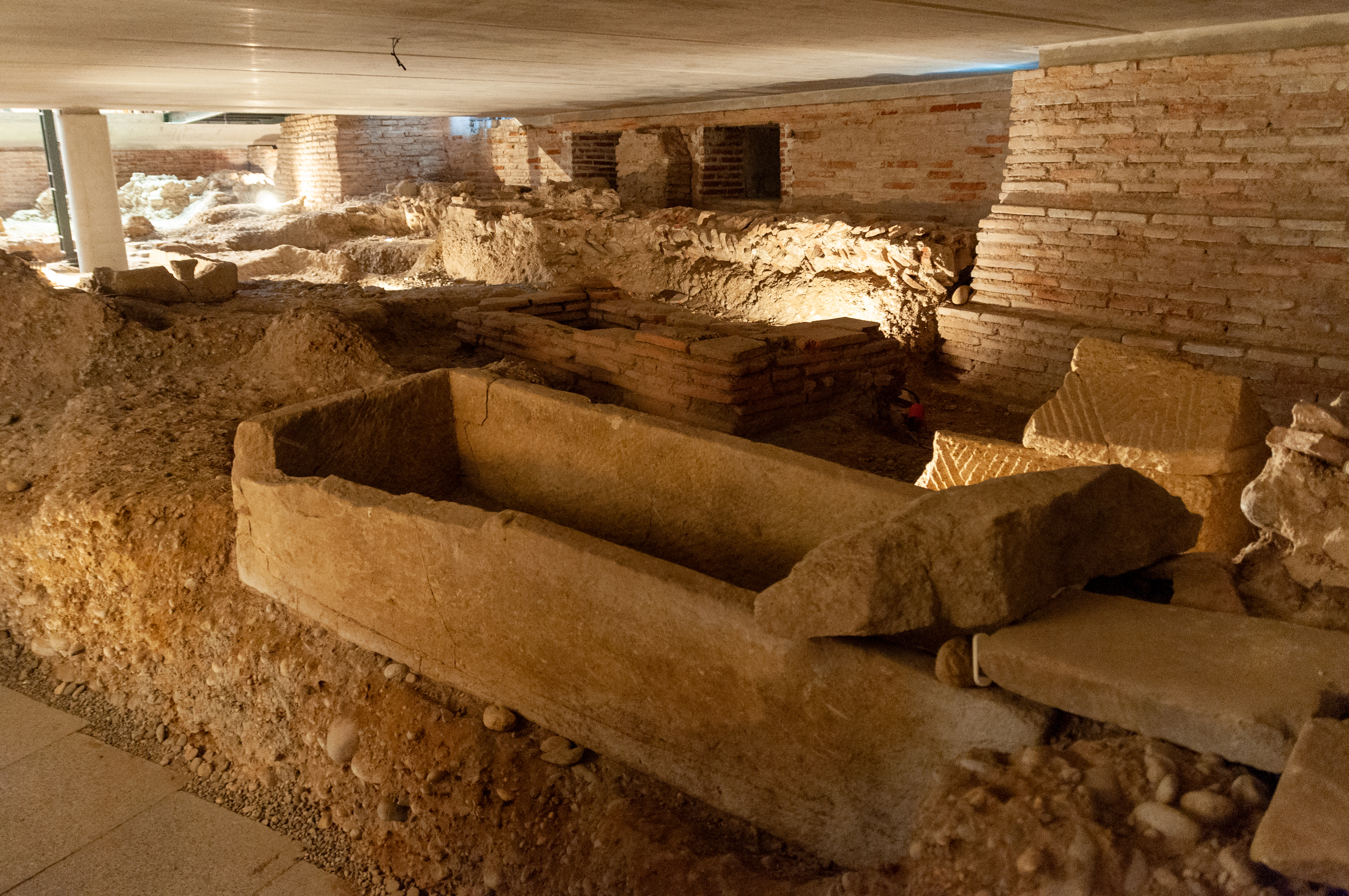
Cripta arqueològica.

L'església conté una cripta arqueològica amb restes d'una basílica paleocristiana del segle IV i d'una església preromànica. Des del segle XII, l'església és un lloc públic elevat. El 1189, el comte Ramon V hi va reconèixer els privilegis de la comuna de Tolosa de Llenguadoc, dirigida pels capítols. Aquest gest va ser renovat per Ramon VI el 1195, i per Ramon VII el 1222.
L'any 1286 s'hi van promulgar oficialment les Duanes de la ciutat.
L'any 1569, els monjos expulsats de la Cartoixa de Castres es van instal·lar a l'antic col·legi dependent de l'Abadia de Moissac i van demanar als capítols d'instal·lar-se a Tolosa. El 25 de febrer de 1616, l'abadia de Moissac va cedir als cartoixans el priorat de Sant Pere a canvi del priorat de Vilardonèl, que els cartoixans posseïen a la diòcesi de Carcassona. Aquest canvi el va ratificar Pau V el 19 de febrer de 1617; el vicari general de l'abat de Sant Serni, Pere de Villette, comissari pontifici, va signar la butlla papal que sancionava la unió del priorat de Sant Pere amb la cartoixa de Tolosa.
Amb el temps els cartoixans, es van despreocupar del manteniment de l'església de Sant Pere, el que va suscitar les queixes reiterates dels rectors. El 22 d'abril de 1758, una part del sostre es va enfonsar i el temple va romandre tancat mentre van duran les reparacions. Els pares caputxins van haver de cedir la seva capella veïna perquè no s'interrompés la celebració dels serveis. L'any 1779, va caler fer al santuari diverses reparacions i l'any 1788 va ser el campanar el que va necessitar una restauració. L'antiga església estava en ruïnes quan va exclatar la Revolució.
L'any 1793, les autoritats van requisar els locals evacuats per les congregacions religioses i van decidir instal·lar un arsenal al recinte cartoixà i al jardí dels caputxins. L'antiga església de Sant Pere de les Cosinas i l'antiga casa dels caputxins aviat foren adossades al "Grand Parc des Armées des Pyrénées". Un cop signada la pau el 1795, els establiments temporals de l'artilleria es constitueixen definitivament en "direcció i arsenal de construcció". L'església de les Cosinas va ser reconvertida en foneria de canons durant el 1794 i utilitzada com a sala d'armes a partir de 1816. Finalment va acabar servint de magatzem fins que l'arsenal va ser tancat l'any 1965.
Als terrenys alliberats pels militars i cedits a la Facultat de Dret l'any 1966, s'hi va instal·lar el 1970 el campus de la Universitat de Ciències Socials. L'antiga església de Sant Pere de les Cosinas, catalogada l'any 1977 com a Monument Històric, des del 1982 és propietat de la ciutat de Tolosa.

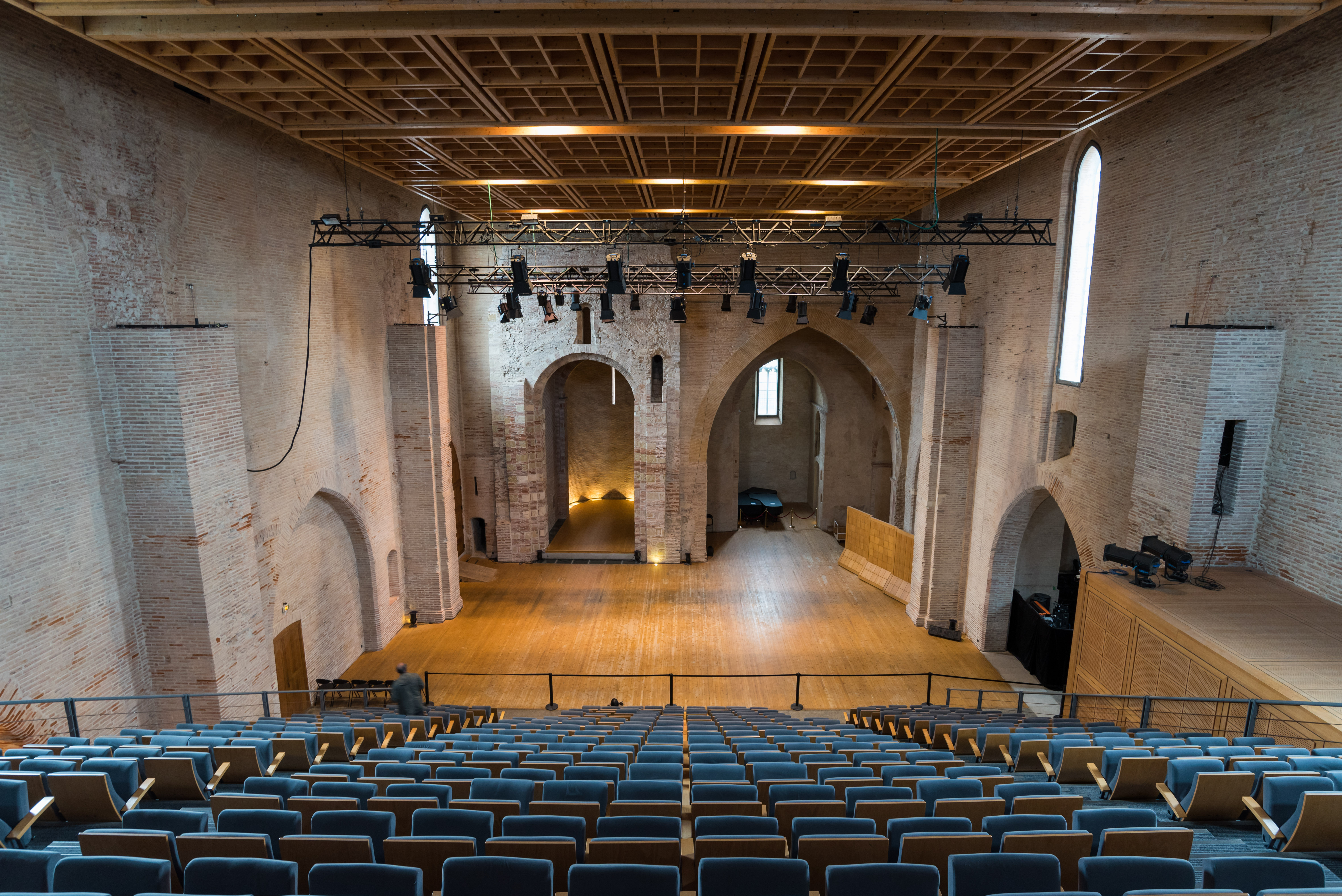
Auditori de Sant Pere de les Cosinas.

La proximitat del lloc a les instal·lacions del conservatori nacional de la regió de Tolosa ha convertit l'església en un auditori. Les altres instal·lacions serveixen d'escola de dansa annexa al conservatori que acull diverses sales de ball.